# 趙藤雄
趙藤雄（1944年10月4日—），臺灣苗栗縣後龍鎮人，台灣建設公司遠雄集團的創辦人。

## 早年
生於1944年，由於家境清寒，從初中畢業後便開始做板模泥作學徒。
1969年，開始經營建築事業，並投資房地產，由原先遠東建設慢慢擴增他的企業版圖，之後陸續成立了大都市建設與大都市營造。。
1991年，趙藤雄以遠東建設的資金成立遠來證券。
1993年11月19日，趙藤雄收購了中興人壽。

## 遠雄集團
2001年，趙藤雄將其名下的事業整合為遠雄企業團，中興人壽改名遠雄人壽，大都市建設改名遠雄建設，大都市營造改名遠雄營造，此外又成立了遠雄房屋。
2004年10月，蘇黎世保險自台灣撤資，趙藤雄以遠雄人壽之名併購了蘇黎世人壽台灣分公司，它的業務與保單併入。
2020年1月，《富比士》公布的台灣50大富豪，趙藤雄資產為15.3億美元，排名第27。

## 言論與爭議
1991年7月11日，遠來證券爆發建物變更使用執照案。為了遠來證券所在建物的使用執照變更，趙藤雄指派遠東建設科長林明生負責。林明生行賄台北市政府工務局建管處約聘工程司陳義宏，變造地板活載重係數以取得使用執照。台北地檢署檢察官蘇南桓偵查後，依《貪污治罪條例》行賄、收賄及《中華民國刑法》偽造文書等罪嫌，將行賄的林明生與收賄的陳義宏一併提起公訴，但未起訴趙藤雄。
2004年3月，總統大選前，趙藤雄疑給付陳水扁政治獻金3000萬元，於2009年因調查扁家貪污洗錢案件，吳淑珍遞交陳報狀而曝光，趙為法務部查緝黑金行動中心（即特偵組前身）傳喚說明。因未查出捐款的直接對價關係，而未予追究刑責。
2012年底，在台灣民視播出的電視節目、主題探討居住正義、房價、景氣、房地產業等房市熱門話題時，趙藤雄以集團董事長身份，對於政府拿「公平正義」來制定整個政策表示不同意見，認為政府的奢侈稅、實價登錄等政策「該退則退、該廢則廢」，這番言論曾引發觀眾議論。

### 八德合宜住宅弊案
臺北地方法院新聞稿引述檢方聲押書內容指出，趙藤雄於2012年5月21日向公司開發部科長林雯櫻，以閩南語交代「這款的以後最好是用錢解決啦」，顯見遠雄企業長期由趙藤雄透過公司中、高階主管行賄公務員，藉此在多項土地開發興建案獲得不法利益，涉案犯嫌重大。
2014年5月30日，趙藤雄與前遠雄副總經理魏春雄因八德合宜住宅弊案被台北地檢署檢察官懷疑涉嫌行賄桃園縣副縣長葉世文、前國立臺北科技大學教授蔡仁惠，遭查扣賄款新臺幣1,800萬元，將葉世文與趙藤雄帶回複訊，訊後遭檢察官聲押禁見。據媒體報導，臺北地檢署查出趙藤雄為取得桃園縣政府八德合宜住宅標案，涉嫌指示員工透過前臺北科技大學設計學院院長蔡仁惠，向葉世文行賄1,600萬元。而葉在收賄後，於2014年4月間護航讓遠雄以近13億元得標（除蔡本人坦承外，亦獲得遠雄內部涉事員工證詞）。另外，蔡仁惠也供認趙藤雄在2012年葉世文營建署署長任內，就林口合宜住宅案雙方亦有行賄、收賄的不法關係。
2014年6月，趙藤雄在北院重開羈押庭上坦承交付1,600萬給桃園縣副縣長葉世文。
2014年6月2日凌晨趙藤雄遭臺北地方法院裁定羈押禁見，趙藤雄律師團當庭表示抗告，臺灣高等法院2日晚間9點開始評議，3日凌晨0點48分裁定駁回兩名被告抗告，趙藤雄、魏春雄將在土城看守所羈押禁見，至少2個月 。
2014年6月3日趙藤雄託周燦雄對外轉述三項聲明，對於檢察官指控趙藤雄曾交代「這款的以後最好是用錢解決啦」，周燦雄轉述，趙藤雄鄭重否認。強調絕沒說過這句話，相關內容可能是誤解。
2014年6月爆出，曾多次涉嫌行賄官員，因桃園八德合宜住宅弊案，涉嫌行賄桃園縣副縣長葉世文遭羈押。7月25日，案件偵結，趙藤雄以3,000萬交保，限制住居，且需定時到派出所報到。
2015年3月20日趙藤雄遭臺北地方法院依兩個行賄罪判刑4年半，法官指責趙藤雄，身為國內領頭建築企業，卻不思正派經營、回饋社會，竟賄賂官員，戕害政府興建合宜宅照顧弱勢的政策，犯後還自認是被害人，矯飾其詞，沒有悔意，依行賄罪重判4年半，併科罰金90萬元。
2015年10月30日，趙藤雄疑在「國軍老舊眷村改建土地核屬大面積（500坪以上）依法標售處分」案行賄內政部營建署主任秘書洪嘉宏，再度遭到臺北地檢署檢察官帶回複訊，訊後遭檢察官諭令以1,000萬交保、限制出境。
爾後，趙藤雄向法院聲請再開庭辯論，並於2015年12月10日於庭上對一審認定有罪的「八德、林口合宜宅弊案」與一審獲判無罪的「新竹眷改案」等案件全盤翻供認罪，稱其有向公務員期約行賄2,600萬元，並說：「我是真心認罪、認錯」。
2015年12月25日趙藤雄遭臺灣高等法院依三個行賄罪判刑2年，緩刑5年，併科罰金140萬元，並支付國庫2億元。
2017年10月31日，遠雄大巨蛋弊案案臺北地檢署偵結起訴，求刑24年，移審臺北地方法院，新台幣 5億5,000萬交保。一審李述德犯貪污治罪條例第六條第一項第四款之圖利罪，處有期徒刑玖年，褫奪公權伍年。趙藤雄犯如附表一編號一至六所示之罪，各處如附表一編號一至六所示之刑。有期徒刑部分，應執行有期徒刑柒年。

### 其他
2017年6月29日，因涉及土城海山煤礦及新莊新亞電器土地分區變更案，遠雄集團總部以及新北市政府、新北市議會遭到臺灣臺北地方法院檢察署指揮搜索，趙藤雄遭法務部廉政署約談到案；7月1日，羈押禁見。
2017年7月1日，趙藤雄因涉及土城海山煤礦及新莊新亞電器土地分區變更案，遭羈押禁見。
2018年7月，被苗栗地檢署依違反森林法第51條第3項、第1項擅自占用國有保安林地罪嫌提起公訴。趙自1999年起，擔任財團法人遠雄文教基金會（2013年更名為財團法人遠雄文教公益基金會）董事長，綜理基金會會務。趙藤雄以基金會向苗栗縣後龍鎮公所認養苗栗縣後龍鎮水尾子段1048-10地號土地（現地籍重測為秀水段760-1地號，由農業委員會林務局管理之國有保安林地）的機會，意圖為自己不法之利益，未經管理機關之核准或同意，在土地上興建家族墓園「天水園」。在2003、2005、2006、2009、2016等年間，陸續在國有保安林地上興建家族墓園，其中前3次修建，因已超過追訴權時效，不起訴處分；但2009年秋季及2016年夏季分別設置趙氏祖先陵墓與金爐， 分別擅自占用國有保安林地10.92平方公尺、10.88平方公尺、68.39平方公尺、1.72平方公尺。

## 作品節選

### 相關著作
| 年份   | 書名                                                                      | 作者                             | 出版社   | ISBN               |
| ------ | ------------------------------------------------------------------------- | -------------------------------- | -------- | ------------------ |
| 2014年 | 《逐夢計畫─35個點夢成真的一句話》：第一章〈從失學少年到企業之雄／趙藤雄〉 | 林義傑、王彩樺、盧蘇偉、柯文哲等 | 正中書局 | ISBN 9789570919370 |

## 個人生活

### 家庭
- 長子趙文嘉：負責建設事業，2014年6月代理遠雄集團董事長職務[17]

- 次子趙信清：負責遠雄人壽擔任總經理職務[18]

- 長女趙文瑜[19]

## 外部連結
- 趙藤雄經歷 （页面存档备份，存于）
- 趙藤雄-經典人生之旅的Facebook專頁
- 遠雄趙藤雄的Facebook專頁
- YouTube上的趙藤雄頻道
- YouTube上的遠雄趙藤雄頻道